# تسیبیوس
تسیبیوس یا کتسیبیوس (۲۸۵ پ. م-۲۲۲ پ. م) مخترع و ریاضیدان اهل اسکندریه در دوران امپراتوری دودمان بطلمیوسی بر مصر است. او اوّلین رساله در زمینهٔ هوای فشرده و کاربرد آن در ساخت پمپ (و حتی توپ‌های جنگی) را نوشته است. این اثر به همراه اثر او در زمینهٔ مکانیک جامدات هوا، در مورد نیوماتیک، او را شایستهٔ عنوان «پدر نیوماتیک» کرده‌است.
هیچ‌یک از آثار تسیبیوس از جمله کتاب یادنامه، مجموعه تحقیقات او که توسط آتنائوس مورد ارجاع قرار گرفته‌است، امروزه موجود نیست. به گفتهٔ دیوژن لائرتی، او در فقر مطلق زندگی می‌کرد.

## اختراعات

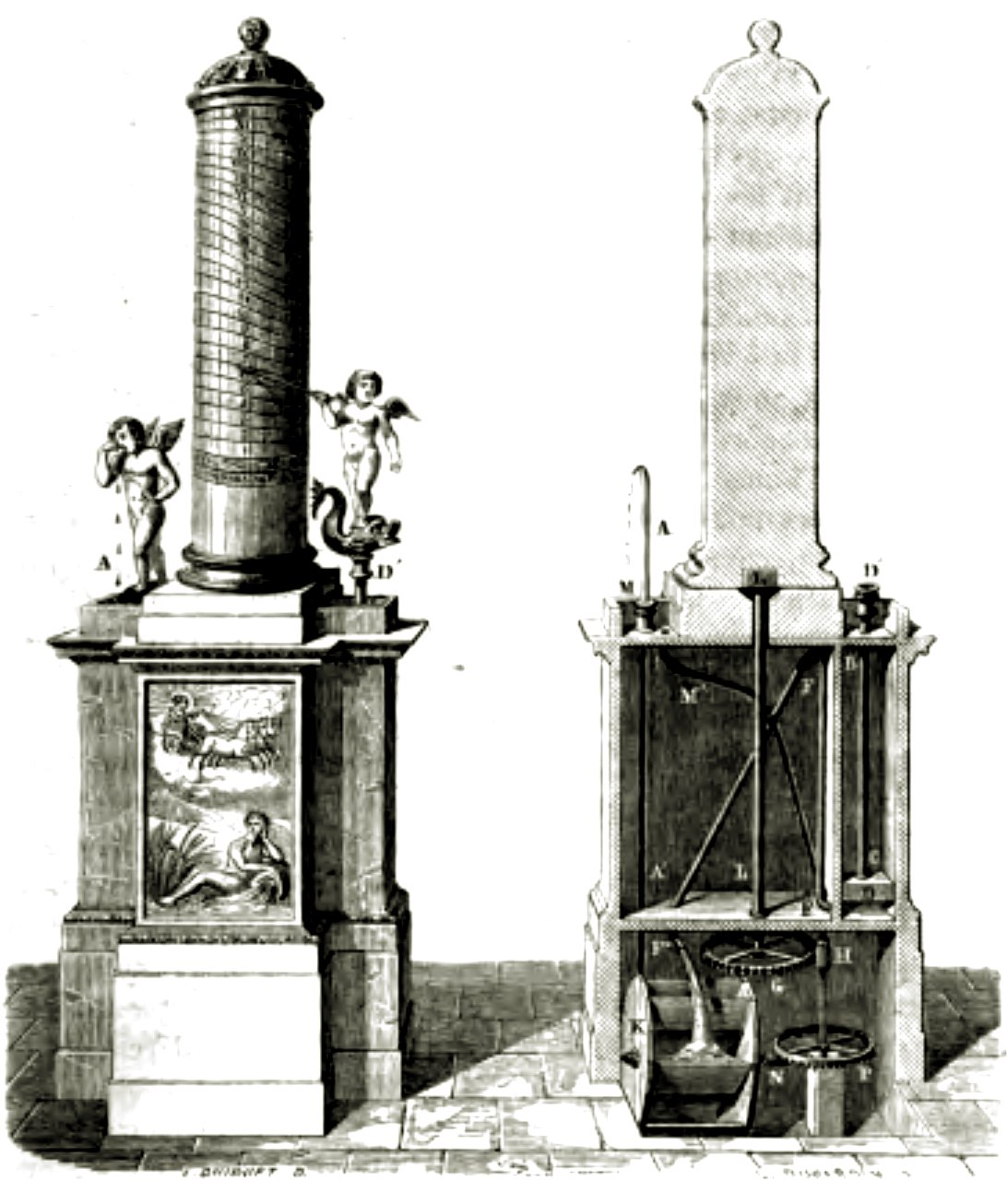
ساعت آبی تسیبیوس، مصور شده توسط کلود پرو، معمار فرانسوی قرن هفدهم

تسیبیوس احتمالاً نخستین رئیس موزهٔ اسکندریه بوده‌است. اگرچه اطلاعات چندانی در مورد زندگی او در دسترس نیست، اختراعاتش به خوبی شناخته شده‌اند. گفته شده‌است که در ابتدا شغل آرایشگری داشته‌است. در آن زمان آیینه‌ای قابل تنظیم اختراع کرد. از دیگر ابداعات او می‌توان به نوعی اُرگ آبی اشاره کرد که به عنوان مادر اُرگ مدرن در نظر گرفته می‌شود. او همچنین ساعت آبی را بهبود بخشید. برای مدتی بیش از ۱۸۰۰ سال، این ساعت آبی دقیق‌ترین ساعت ساخته شده به دست بشر بود. او همچنین یکی از اوّلین پمپ‌های پیستونی را توصیف کرده‌است که برای ساخت جت آبی و نیز استخراج آب از چاه مورد استفاده قرار می‌گرفته‌است.
افرادی همچون ویترویوس، فیلو اهل بیزانتیوم و آتنائوس در اشارات تاریخی خود، به دفعات کارهای تسیبیوس را معرفی کرده‌اند. به علاوه، آن‌ها این نکته را هم یادآور می‌شدند که تسیبیوس این شانس را داشته‌است که در دوران پادشاهانی علم‌دوست و عاشق هنر زندگی کند.